# Antifurto satellitare

Come funziona il posizionamento satellitare.

L'antifurto satellitare è un dispositivo elettronico, installato su un veicolo, per impedirne o almeno ostacolarne il furto in prima battuta, consentendone eventualmente un più agevole ritrovamento dopo che il reato sia stato  commesso.

## Funzionamento
Come si evince dal nome stesso, il principio fondamentale di funzionamento alla base del sistema è la tecnologia di localizzazione satellitare accoppiata ad un sistema di trasmissione radio su rete mobile, per cui essenzialmente ogni dispositivo montato su veicolo è un sistema ibrido satellitare-terrestre composto da un ricevitore GPS (o appoggiato ad altro sistema di geolocalizzazione via satellite), una carta SIM ed un'unità di controllo elettronico.
Quest'ultima, comunemente chiamata "centralina", nel momento in cui rileva il tentativo di asporto del mezzo sorvegliato, invia un rapporto di evento, corredato delle proprie coordinate geografiche di localizzazione fornite dal ricevitore GPS, tramite rete mobile GSM, ad una centrale operativa collegata al gestore del sistema antifurto (con il quale di regola è stato preventivamente stipulato un apposito contratto di assistenza/servizio). Naturalmente tale centrale operativa provvede ad allertare il proprietario e/o le forze dell'ordine secondo un protocollo di azione prestabilito.
Accessoriamente, l'antifurto satellitare potrà vantare ulteriori funzioni, in parte condivise da analoghi dispositivi non satellitari, quali l'antisollevamento (un sensore accerta il tentativo di rubare il veicolo mediante carro attrezzi), l'attivazione concorrente di un allarme acustico (sirena) e/o luminoso (lampeggio simultaneo dell'impianto ottico d'illuminazione/segnalazione di bordo), o l'azionamento di procedure automatiche anti-avviamento del propulsore (cosiddetto immobilizer).